# Ortobicupola triangolare elongata
In geometria solida, l'ortobicupola triangolare elongata è un poliedro con 20 facce che può essere costruito, come intuibile dal suo nome, allungando un'ortobicupola triangolare inserendo un prisma esagonale tra le due cupole triangolari che la compongono.

## Caratteristiche
Se tutte le sue facce sono poligoni regolari un'ortobicupola triangolare elongata è uno dei 92 solidi di Johnson, in particolare quello indicato come J35, ossia un poliedro strettamente convesso avente come facce dei poligoni regolari ma comunque non appartenente alla famiglia dei poliedri uniformi.
Per quanto riguarda i 18 vertici di questo poliedro, su 12 di essi incidono tre facce quadrate e due triangolari, mentre sugli altri sei incidono due facce quadrate e due triangolari.

## Formule
Considerando un'ortobicupola triangolare elongata avente come facce dei poligoni regolari aventi lato di lunghezza {\displaystyle a}, le formule per il calcolo del volume {\displaystyle V} e della superficie {\displaystyle A} risultano essere:
{\displaystyle V=\left({\frac {5{\sqrt {2}}}{3}}+{\frac {3{\sqrt {3}}}{2}}\right)a^{3}\approx 4,9550988\ldots a^{3};}
{\displaystyle A=2\left(6+{\sqrt {3}}\right)a^{2}\approx 15,4641016\ldots a^{2}.}

## Poliedri e tassellature dello spazio correlati
L'ortobicupola triangolare elongata può formare una tassellatura dello spazio completa se utilizzata assieme a tetraedri e piramidi quadrate.